# Clube de Regatas Brasil
Pour les articles homonymes, voir CRB.
Maillots
Dernière mise à jour : 3 mai 2025.
Le Clube de Regatas Brasil (CRB), est un club de football brésilien basé à Maceió.
Le club évolue au stade Trapichão, renommé stade du Roi Pelé (Estádio Rei Pelé) pour les matches de championnat national.

## Histoire
Le club est fondé le 20 septembre 1912.
En 1921, le CRB emménage dans son propre stade. En 1927, le club remporte le titre de champion d'État d'Alagoas. À ce jour, CRB a remporté ce titre 33 fois au total. Le rival local, avec lequel CRB partage la domination de l'État, le Centro Sportivo Alagoano, appelé CSA, compte lui 40 titres.
La période la plus importante dans l'histoire du club se déroule de 1972 à 1981, lorsque le CRB joue dans l'élite nationale six fois en neuf ans. Le club y fera encore deux apparitions en 1984 et 1986.

## Palmarès
- Championnat de l'État de l'Alagoas (34)
  - Champion : 1927, 1930, 1937, 1938, 1939, 1940, 1950, 1951, 1964, 1969, 1970, 1972, 1973, 1976, 1977, 1978, 1979, 1983, 1986, 1987, 1992, 1993, 1995, 2002, 2012, 2013, 2015, 2016, 2017, 2020, 2022, 2023, 2024

## Joueurs emblématiques

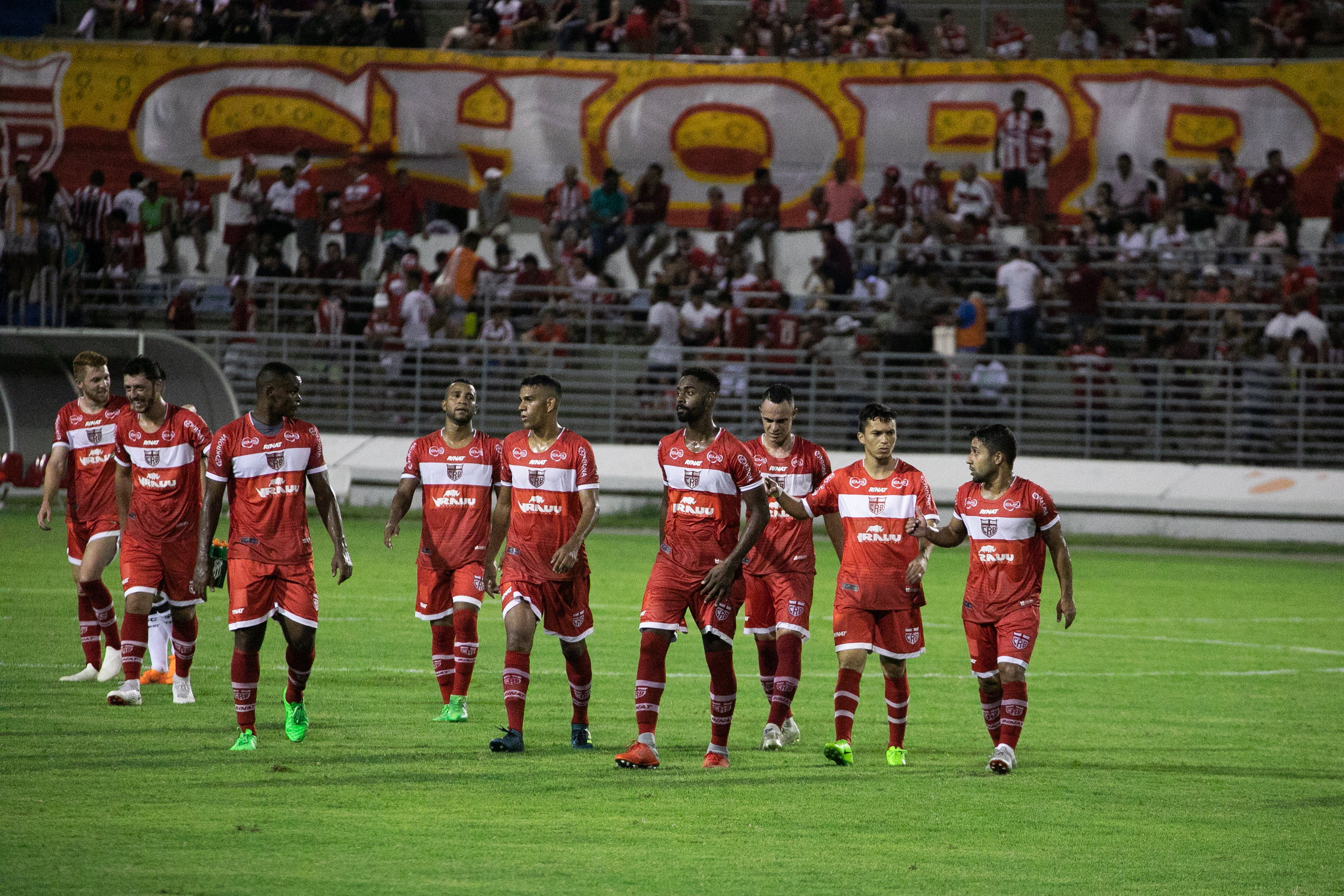
Club CRB durant un match a Maceio

- Luis Gustavo Dias